# 烏達奇涅 (扎波羅熱州)
46°49′16″N 35°14′31″E / 46.82111°N 35.24194°E
烏達奇涅（烏克蘭語：Удачне）是位於烏克蘭東南部的村莊，由扎波羅熱州梅利托波爾區的諾韋市鎮負責管轄。該村始建於1929年，面積1.37平方公里，海拔高度28米，2001年人口145，人口密度每平方公里105.8人。